# Фёдоров, Михаил Фёдорович (генерал-майор)
Михаи́л Фёдорович Фёдоров (27 сентября [10 октября] 1911, Ставрополь, Самарская губерния — 25 июня 1960, Москва) — советский офицер военной разведки, участник Великой Отечественной войны, генерал-майор.

## Биография
Родился в Ставрополе (ныне Тольятти) в 1911 году (широко распространена ошибка с указанием 1912 года рождения). Был старшим ребёнком в семье, кроме Михаила было ещё пятеро детей.
Учился в Ставропольском профтехучилище на тракториста, затем в техникуме механизации сельского хозяйства, работал в совхозе «Известия» механиком.
В 1933 году был призван в Красную Армию, в 1936 году окончил Ульяновскую бронетанковую школу. Служил в Ленинградском военном округе в городе Луга. К 1937 году дослужился до командира отдельного танкового батальона, отличился на манёврах в 1938 году, за что был удостоен личной беседы с наркомом обороны. Член ВКП(б) с 1939 года .
С 1940 года служил в военной разведке, в 1941 году окончил Высшую специальную школу Генерального штаба Красной армии, 14 февраля того же года получил звание капитана.
Во время Великой Отечественной войны в июле 1941 года стал помощником начальника 3‑го (информационного) отделения разведотдела штаба Северного фронта, в декабре стал старшим помощником, 30 декабря получил звание майора.
Как записано в наградном листе: 

…Неоднократно выполнял боевые задания Военного Совета Ленинградского фронта, проявляя при этом отвагу, мужество и находчивость… Первый привел в порядок отступающие в беспорядке части… организовав ими оборону, обеспечил и провел эвакуацию трех эшелонов заводского оборудования. По заданию … тов. Ворошилова и… тов. Жданова восстановил потерянную связь с Олонецкой группой войск генерал-лейтенанта тов. Цветаева… Лично провел… разведку вражеских укреплений на фронте 281 сд, 11 сд.…"— 
С мая 1942 года начальник первого отделения (войсковой разведки). 14 сентября получил очередное воинское звание подполковника. С мая 1943 года Федоров находился в должности заместителя начальника РО по войсковой разведке и информации.
Как свидетельствует наградной лист Михаил Федоров 

…приложил много труда и умения в дело войсковой разведки и добился значительного улучшения этой работы, особенно в разведподразделениях частей и соединений… Добился значительного улучшения в подготовке разведгрупп к действиям и в подборе личного состава… В период Синявинской операции захватом пленных и документов полностью была подтверждена группировка противника и своевременно была установлена переброска противником дивизий из резерва…— 
Был контужен и тяжело ранен. 22 февраля 1944 года Фёдорову было присвоено звание полковника, с сентября 1944 года он заместитель начальника РО по ВПУ штаба Ленинградского фронта.
С марта 1945 года и до января 1947 года служил в должности заместителя начальника штаба армии по разведке — начальник РО штаба 23‑й армии Ленинградского фронта. Затем находился на учёбе в Высшей военной академии, которую окончил в 1948 году.
С марта 1949 года служил начальником разведки штаба Забайкальского военного округа, 31 мая 1954 года ему было присвоено звание генерал-майора , с июля 1954 года — начальник разведки штаба Центральной группы войск. С декабря 1955 года — заместитель начальника 9‑го управления ГРУ ГШ, в марте 1957 года возглавил разведку штаба Прикарпатского военного округа.
В 1959 году вышел в отставку, жил в Москве. Скончался спустя полгода. Похоронен на Ваганьковском кладбище. Был женат, вырастил троих сыновей.

## Награды
- Три ордена Красного Знамени (30.01.1942[4]; 21.06.1944[4]; 03.11.1953[2]);
- орден Отечественной войны I (17.02.1944) и II (21.11.1943) степени[4];
- Орден Красной Звезды (20.06.1949);
- медаль «За боевые заслуги» (03.11.1944)[4];
- иные медали.

## Память
- В Тольятти в честь Фёдорова в 1998 году была названа одна из планируемых улиц города, но по состоянию на 2013 год улица так и не появилась[3].
- В октябре 1998 года в Тольятти на доме по улице Горького 13, где родился и жил М. Ф. Фёдоров, и который был перенесён из зоны затопления (ранее находился на улице Красноармейской 20), установлена мемориальная доска. Доска из гранита размерами 60 × 70 × 3 см с текстом: «В этом доме в г. Ставрополь-на-Волге родился и жил участник Великой Отечественной войны генерал-майор Фёдоров Михаил Фёдорович (1912—1960)»[8].